# Dolmen von Recoules

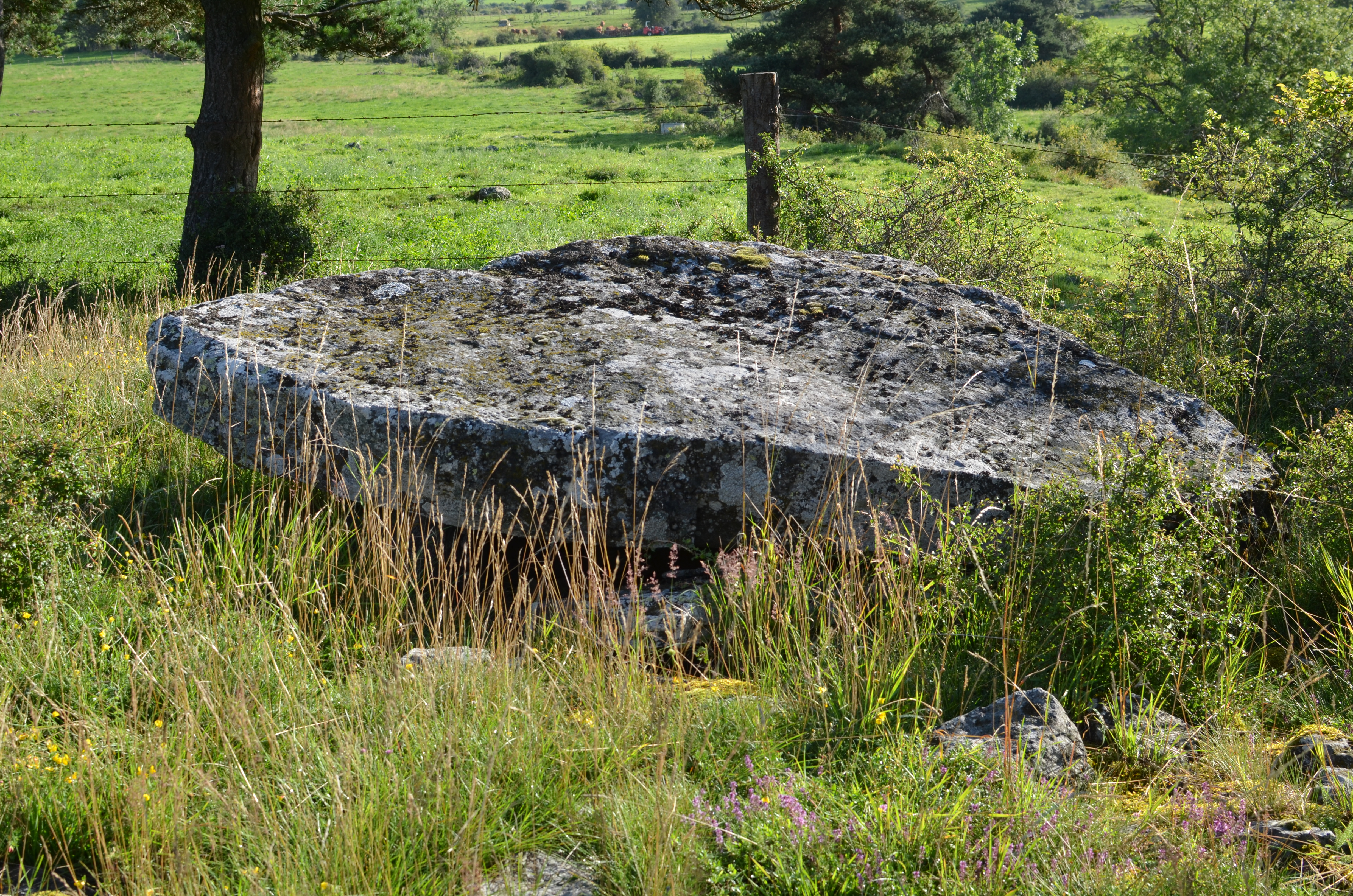
Dolmen von Recoules

Der Dolmen von Recoules (auch Dolmen von Champ Bassuse genannt) liegt etwa 300 m östlich der Straße D26, nördlich von Joursac bei Saint-Flour im Département Cantal in Frankreich. Dolmen ist in Frankreich der Oberbegriff für Megalithanlagen aller Art (siehe: Französische Nomenklatur). Von dem eingetieften Dolmen ist nur die große, dicke Deckenplatte sichtbar.
Der Dolmen ist seit 1992 als Monument historique eingestuft.
In der Nähe liegt der Dolmen von Touls.